# 각설탕

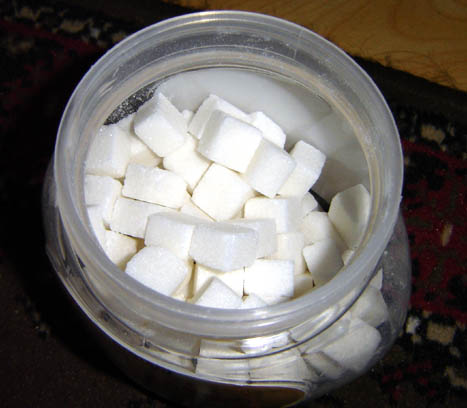
각설탕의 모습.

각설탕(角雪糖)은 설탕을 작은 정육면체 모양으로 굳힌 조미료이다. 또한 각설탕은 1개에 약 3~4g 정도 된다. 정육면체로 굳힌 각설탕의 형태가 일반적이나, 다른 색깔이나 모양으로 굳힌 제품도 있다.

## 크기 및 포장
각각의 각설탕의 일반적인 크기는 16 x 16 x 11mm(0.6 x 0.6 x 0.4인치)와 20 x 20 x 12mm(0.8인치 x 0.8인치 x 0.5인치)이며, 무게는 약 3~5g에 해당한다. 그러나 각설탕의 크기와 모양은 매우 다양하다. 예를 들어 카드 모양의 조각이 "브리지 큐브 슈가"(bridge cube sugar)라는 이름으로 생산된다.
일반적인 소매 포장 무게는 0.5kg(1파운드) 또는 1kg/2파운드이다.
1923년 독일 도매업자인 칼 헬만(Karl Hellmann)은 소매에 광고나 수집 가능한 그림이 있는 개별 포장으로 각설탕 쌍을 포장하기 시작했다. 원래는 카페에서 매우 인기가 있었지만, 21세기 초에 패킷과 스틱 형태의 과립 설탕으로 빠르게 대체되었다.